# Thomas Fabbiano
Thomas Fabbiano (Grottaglie, 26 de maio de 1989) é um tenista profissional italiano.

## Junior grand slam finais

### Duplas finaiss: 1 (1–0)
| Resultado | Ano  | Torneio          | Piso   | Parceiro           | Oponentes                       | Placar   |
| Campeão   | 2007 | Aberto da França | Saibro | Andrei Karatchenia | Kellen Damico Jonathan Eysseric | 6–4, 6–0 |